# Lambert de Visscher

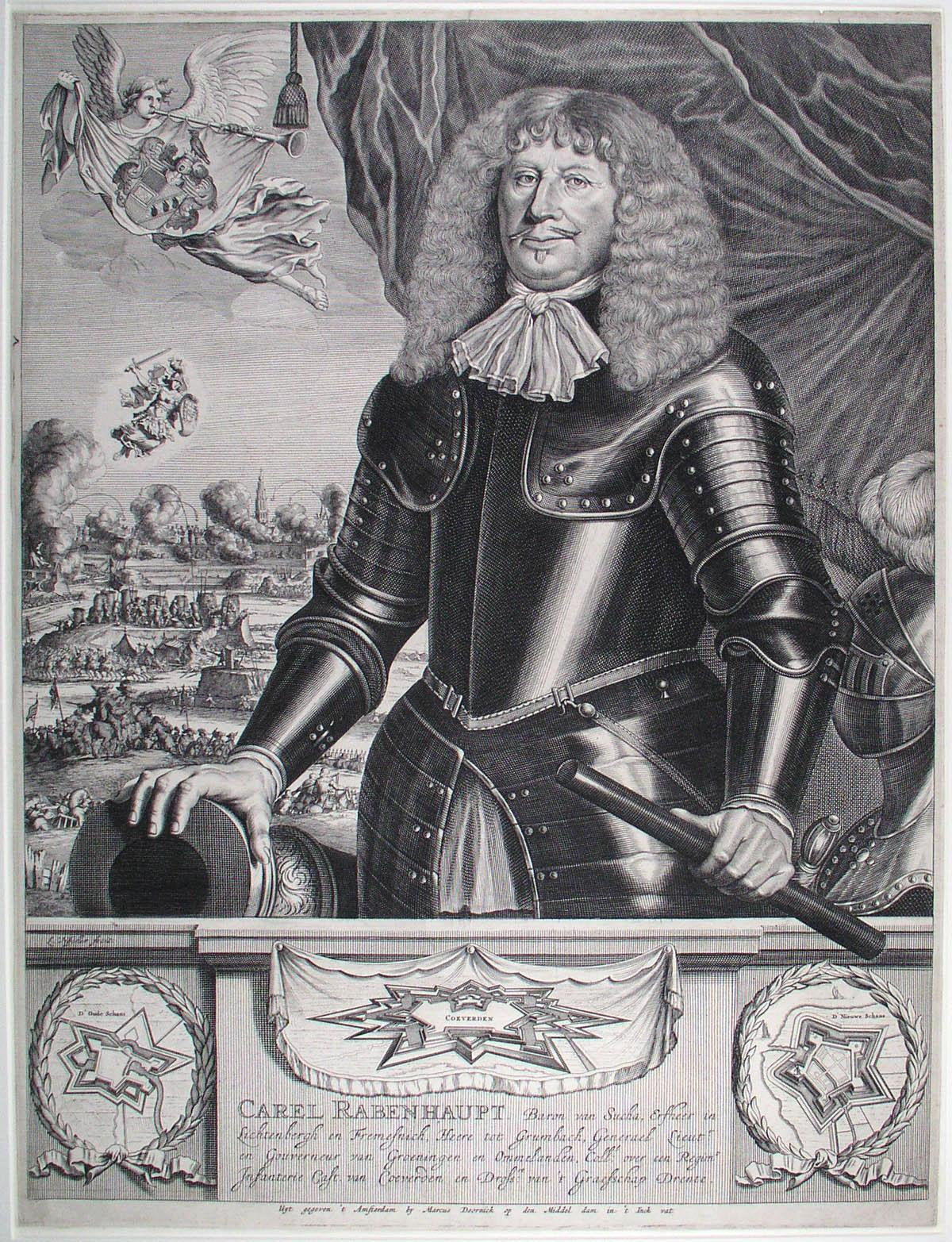
Ritratto di Carel Rabenhaubt

Lambert de Visscher, o Lambrecht Visscher o Lambert Visscher o Lambertus Visscher (Haarlem o Amsterdam, 1633 circa – Firenze o Roma, 1690 -1710), è stato un incisore e disegnatore olandese del secolo d'oro.

## Biografia

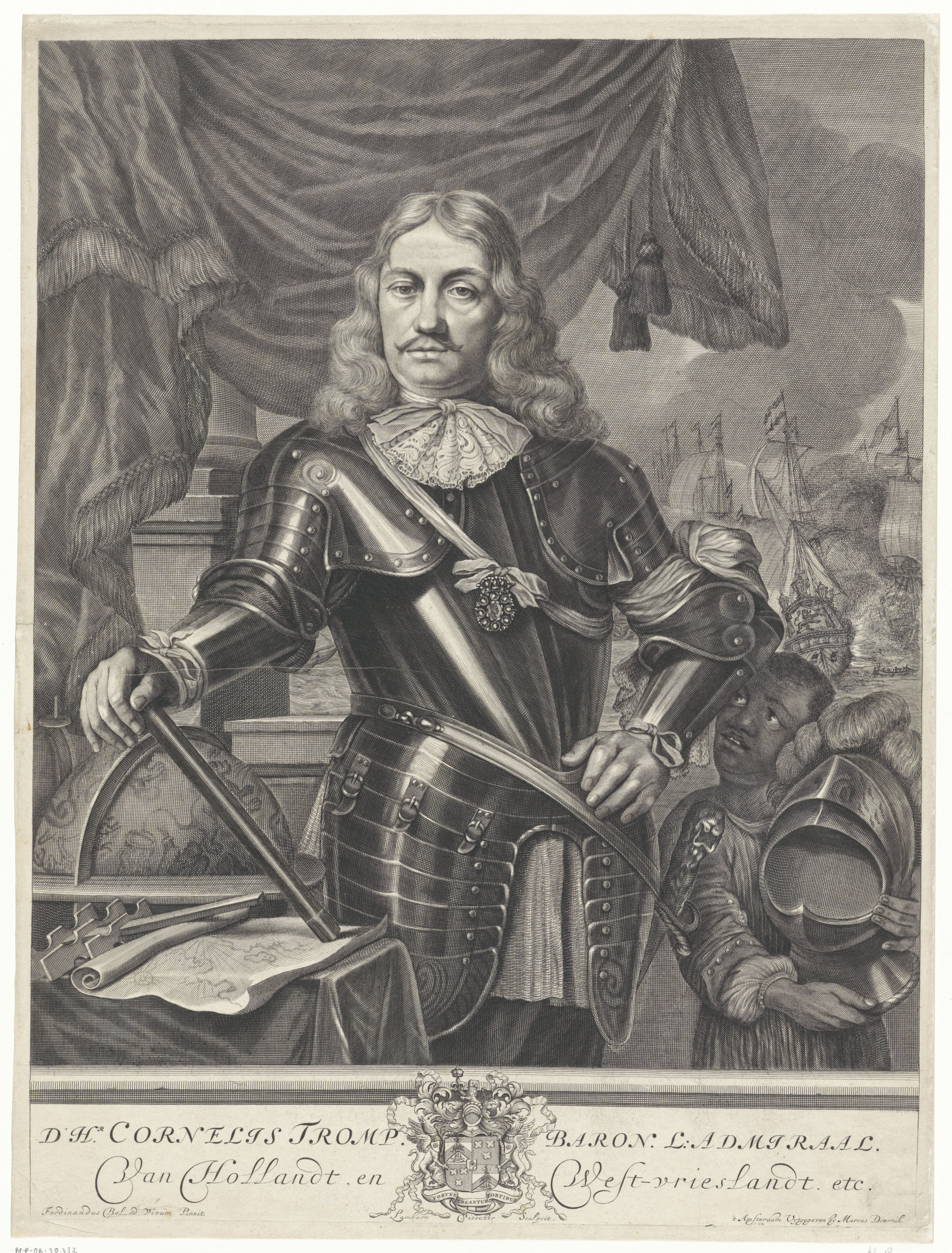
Ritratto di Cornelis Tromp da un dipinto di Ferdinand Bol

Fratello di Cornelis e Jan de Visscher, fu attivo ad Amsterdam tra il 1666 e il 1673. Il 5 ottobre 1666 risultava infatti iscritto nel registro dei debitori ad Amsterdam (schepenkennissen) e nel 1673 incise il ritratto del predicatore Johannes Sylvius, al quale Cornelia van der Veer dedicò una poesia. Si suppone che fosse un allievo di Pieter Soutman. Si trasferì in seguito a Roma nel 1673, dove lavorò negli studi di Carlo Maratta e Pietro da Cortona. Eseguì anche incisioni da opere di Pietro da Cortona conservate presso Palazzo Pitti.

Rappresentò soprattutto soggetti di genere e realizzò ritratti, in particolare da dipinti di Ferdinand Bol e Jacob van Loo. Nagler descrive 25 incisioni, tra cui Il ritratto di Cornelis Tromp.

A causa del nome piuttosto comune ad Amsterdam, non è del tutto chiaro se l'incisore e il poeta Lambert Visscher siano o meno la stessa persona.